# Liste des évêques de Soissons
Cette page dresse la liste des évêques de Soissons. Présentant la création puis l'officialisation du diocèse de Soissons, elle détaille certains éléments biographiques des différents titulaires de la fonction, et en présente leurs blasons pour certains.

## Histoire de la fonction
Le diocèse de Soissons, dont les évêques de Soissons ont la charge, est érigé au IIIe siècle, sur un territoire comprenant une partie des départements actuels de l'Aisne, de la Marne et de l'Oise. Il est une première fois supprimé le 12 juillet 1790 par la constitution civile du clergé et il est remplacé par le diocèse de l'Aisne comme diocèse de l'église constitutionnelle dont le siège est également fixé à Soissons.
Le diocèse est recréé par le concordat de 1801 signé le 15 juillet 1801 ratifié par le pape Pie VII dans la bulle Ecclesia Christi du 15 août 1801. Le cardinal Caprara signe le décret du 10 avril 1802 délimitant le nouveau diocèse qui couvre l'ensemble du territoire du département de l'Aisne. Par rapport à 1789, le département regroupe l'ancien diocèse de Laon, une partie des diocèses de Soissons et de Noyon et quelques anciennes paroisses du diocèse de Troyes, de l'archidiocèse de Cambrai et de Reims. Le pape Léon XII rétablit, par un bref du 17 juin 1828, le titre d'« évêque de Laon » en souvenir de l'ancien diocèse de Laon et l'unit perpétuellement à celui de Soissons, dont le diocèse est autorisé à adjoindre le nom de Laon à sa dénomination,. Le pape Léon XIII autorise par un bref du 11 juin 1901, d'adjoindre le titre de Saint-Quentin au nom du diocèse et à son évêque en souvenir de l'ancien diocèse du Vermandois, dont le siège a été transféré à Noyon au Ve siècle. Le titre actuel est celui d’évêque de Soissons, Laon et Saint-Quentin.
Le diocèse de Soissons est un suffragant de l'archidiocèse de Reims. Son siège se situe 17 rue des Déportés et Fusillés, à Soissons, et la cathédrale du diocèse est la cathédrale Saint-Gervais-et-Saint-Protais de Soissons.
L'évêque de Soissons est choisi directement par le pape, et à ses 75 ans, le titulaire de la charge doit présenter sa démission au pape qui est libre de l'accepter ou non immédiatement.

## Les évêques
Cent-huit évêques se sont succédé à la tête du diocèse de Soissons, depuis sa création au IIIe siècle :

### DuIIIesiècleauVIIIesiècle
| Numéro | Épiscopat | Titulaire                 | Notes biographiques |
| ------ | --------- | ------------------------- | --- |
| (1er)  | ?         | Saint Sixte de Reims      | Évêque du IIIe siècle, probablement vers 290, il est considéré comme le premier évêque du diocèse. Il parcourt le Soissonnais avec son compagnon Sinice. Il devient ensuite évêque de Reims où il meurt. |
| (2e)   | ?         | Saint Sinice de Reims     | Évêque du IIIe siècle, probablement vers 295, il est considéré comme le second évêque du diocèse. Il parcourt comme prêtre le Soissonnais en compagnie de Sixte, considéré comme premier évêque du diocèse. Il le désigne ensuite comme évêque du diocèse de Soissons et Sinice succède enfin comme évêque de Reims à Sixte où il meurt.                                                                         |
| (3e)   | ?         | Saint Divitien            | Neveu de saint Sinice, il est choisi par ce dernier pour le remplacer à la tête du diocèse de Soissons. |
| (4e)   | ?         | Rufin                     | |
| (5e)   | ?         | Filien                    | |
| (6e)   | ?         | Mercure                   | Évêque du IVe siècle, il participe au pseudo-concile de Cologne de 346, qui dépose l'évêque de la ville, Euphratas, accusé d'arianisme et il assiste au concile de Sardique en 347. Premier évêque de Soissons dont l'existence est historiquement attestée. |
| (7e)   | ?         | Saint Onésime Ier         | |
| (8e)   | ?         | Vincent                   | |
| (9e)   | ?         | Lubéran                   | |
| (10e)  | ?         | Onésime II                | |
| (11e)  | ?         | Saint Edibe               | Évêque du Ve siècle, il est considéré comme siégeant en 431 ou vers 451. |
| (12e)  | ?         | Saint Prince (Principius) | Évêque de la fin du Ve siècle, il devient évêque de Soissons vers 474. Père du treizième évêque, saint Loup, il est aussi considéré comme le frère de saint Remi et il participe au baptême de Clovis où son frère baptise le roi des Francs. |
| (13e)  | ?         | Saint Loup (Lupus)        | Évêque du début du VIe siècle, il est le fils ou neveu du douzième évêque, saint Prince. Il est ordonné prêtre par son oncle saint Remi et ce dernier le choisit pour succéder à saint Prince comme évêque de Soissons. Il participe au concile d'Orléans de 511 et il administre son diocèse pendant une quarantaine d'années. Il meurt vers 535 ou 540.                                                        |
| (14e)  | ?         | Saint Bandry              | Évêque du VIe siècle, il succède saint Loup vers 535 ou 540 comme évêque de Soissons. Au cours de son épiscopat, il doit faire face à une fronde, peut-être due à sa raideur dogmatique, qui tourne à son désavantage. Fâché, Clotaire Ier, le bannit de son royaume et ce dernier part en exil. Il rentre vers 543 à Soissons, décimé par la peste, où selon la légende, il sauve de ce fléau. Il meurt en 545. |
| (15e)  | ?         | Anectaire                 | Évêque du VIe siècle, il succède Saint Bandry comme évêque de Soissons. Il meurt en 573. |
| (16e)  | ?         | Thibaut Ier               | |
| (17e)  | ?         | Droctigisile              | Évêque du VIe siècle, il succède à Thibaut Ier comme évêque de Soissons. Il meurt vers 589. |
| (18e)  | ?         | Tondulphe                 | |
| (19e)  | ?         | Landulphe                 | |
| (20e)  | ?         | Saint Ansery              | Évêque du VIIe siècle, il succède à Landulphe comme évêque de Soissons. Il meurt vers 652. |
| (21e)  | ?         | Bettolen                  | |
| (22e)  | ?         | Saint Drausin             | Évêque du VIIe siècle, il succède à Bettolen comme évêque de Soissons. Il meurt vers 674. |
| (23e)  | ?         | Warembert                 | |
| (24e)  | ?         | Saint Adalbert            | Évêque du VIIe siècle, il succède à Warembert comme évêque de Soissons. Il meurt vers 680. |
| (25e)  | ?         | Saint Gaudin              | Évêque de la fin du VIIe siècle, il succède à saint Adalbert comme évêque de Soissons. Il meurt en 707. |
| (26e)  | ?         | Macaire                   | |
| (27e)  | ?         | Galcoin                   | |
| (28e)  | ?         | Gobald                    | |
| (29e)  | ?         | Hubert (Gerarbert)        | |
| (30e)  | ?         | Maldabert                 | |
| (31e)  | ?         | Déodat Ier                | |
| (32e)  | ?         | Hildegode                 | Évêque du VIIIe siècle, il succède à Déodat Ier comme évêque de Soissons. Il siège comme évêque de Soissons vers 765. Il est peut-être avant Maldabert et Déodat Ier |

### DuIXesiècleauXIesiècle
| Numéro?? | Épiscopat                | Titulaire                 | Notes biographiques |
| -------- | ------------------------ | ------------------------- | --- |
| (33e)    | 814 à 831                | Rothade Ier               | Évêque du IXe siècle, il succède en 814 à Hildegode ou à Déodat Ier comme évêque de Soissons. Il meurt en 831. |
| (34e)    | ?                        | Bertaire                  | |
| (35e)    | ?                        | Ansalon                   | |
| (36e)    | 832 à 862                | Rothade II                | Évêque du IXe siècle, il succède en 832 à Ansalon comme évêque de Soissons. Il est déposé par le concile de Soissons en 862, car son métropolitain, Hincmar de Reims, l'a excommunié. |
| —        | 862 à 864                | Engelmond                 | Évêque du IXe siècle, il est élu à la suite du concile de Soissons de 862. Il est cependant non reconnu par le pape et n'est pas consacré. |
| (36e)    | 865 à 870                | Rothade II                | Après son excommunication et sa déposition par le concile de Soissons en 862, le pape Nicolas Ier lève son excommunication et il est rétabli avec le soutien pontifical comme évêque de Soissons en 865. Il meurt en 870. |
| (37e)    | 871 à 885                | Hildebod                  | Évêque du IXe siècle, il succède en 871 à Rothade II comme évêque de Soissons. Il meurt en 885 |
| (38e)    | 885 jusque vers 902      | Riculfe                   | Évêque de la fin IXe siècle, il succède en 885 à Hildebod comme évêque de Soissons. Il meurt vers 902. |
| (39e)    | vers 902 jusque vers 909 | Rodoïn                    | Évêque du Xe siècle, il succède vers 902 à Riculfe comme évêque de Soissons. Il meurt vers 909. |
| (40e)    | vers 909 à 937           | Abbon                     | Évêque du Xe siècle, il succède vers 909 à Rodoïn comme évêque de Soissons. Il devient ensuite chancelier du roi Raoul entre 922 et 931. Il meurt en juin 937. |
| (41e)    | 937 à 973                | Guy Ier d'Anjou           | Évêque du Xe siècle, il succède en 937 à Abbon comme évêque de Soissons. Il meurt en 973. |
| (42e)    | 973 à 995                | Guy II d'Amiens           | Évêque du Xe siècle, il succède en 973 à Guy Ier comme évêque de Soissons. Il meurt en 995. |
| (43e)    | 995 à 1019               | Foulques                  | Il succède en 995 à Guy II comme évêque de Soissons. Il meurt en 1019. |
| (44e)    | 1019 à 1020              | Déodat II                 | Il succède en 1019 à Foulques comme évêque de Soissons. Il meurt l'année suivante en décembre 1020. |
| (45e)    | ??? à 1052               | Bérold                    | Il succède en 1021 à Déodat II comme évêque de Soissons. Il meurt en octobre 1052. |
| (46e)    | 1052 à 1064              | Heddo                     | Il succède en 1052 à Bérold comme évêque de Soissons. Il meurt en 1064. |
| (47e)    | 1064 à 1072              | Adélard                   | Il succède en 1064 à Heddo comme évêque de Soissons. Il meurt en 1072. |
| (48e)    | 1072 à 1080              | Thibaut II de Pierrefonds | Il succède en 1072 à Adélard comme évêque de Soissons. Il meurt en janvier 1080. |
| (49e)    | 1080 à 1081              | Ursion                    | Il est élu en 1080 pour succéder à Thibaut II comme évêque de Soissons, mais ce dernier est déposé l'année suivante en 1081. Il refuse cependant de quitter son évêché et se maintient de force jusqu'en 1083 |
| (50e)    | 1081 à 1084              | Saint Arnould de Palmèle  | Né à Audenarde en Flandre en 1040, il est d'abord soldat, puis il se retire dans un monastère. Il est d'abord ermite puis il est élevé à la dignité d'abbé de son monastère. Il devient ensuite prêtre puis il est choisi comme évêque de Soissons en 1081, à la suite de la déposition d'Ursion, même s'il est réticent à prendre sa charge. Il doit cependant attendre 1083 pour pouvoir exercer pleinement son épiscopat, à cause du maintien par la force de son prédécesseur déposé Ursion. Il décide en 1084 de renoncer à sa charge d'évêque pour retourner à la vie monastique à Oudenburg où il fonde l'abbaye Saint-Pierre. Il meurt le 15 août 1087. Il est le saint patron des brasseurs. |
| (51e)    | 1084 à 1085              | Ingelram                  | Il succède en 1084 à Saint Arnould de Palmèle comme évêque de Soissons à la suite de son retrait. Il meurt en 1085. |
| (52e)    | 1085 à 1087              | Hilgod de Gometz          | Il succède en 1085 à Ingelram comme évêque de Soissons. Il renonce à sa charge en 1087, et se retire comme moine à l'abbaye de Marmoutier. Elu abbé de Marmoutier en 1100, il meurt en 1104. |
| (53e)    | 1087 à 1090              | Henri                     | Il succède en 1087 à Hilgot comme évêque de Soissons et il décide de renoncer à sa change en 1090, comme son prédécesseur. Il meurt en 1131. |
| (54e)    | 1090/1093 à 1103         | Hugues Ier de Pierrefonds | Il succède en 1090 ou en 1093 à Henri comme évêque de Soissons. Il meurt en janvier 1103. |

### DuXIIesiècleau concordat de Bologne en 1516
| Numéro | Épiscopat   | Titulaire                              | Notes biographiques |
| ------ | ----------- | -------------------------------------- | --- |
| (55e)  | 1103 à 1108 | Manassès de Soissons                   | Il est choisi en 1103 pour succéder à Hugues Ier de Pierrefonds comme évêque de Soissons. Il meurt en mars 1108. |
| (56e)  | 1108 à 1126 | Lisiard de Crépy                       | Il est choisi en 1108 pour succéder à Manassès de Soissons comme évêque de Soissons. Il meurt en octobre 1126. |
| (57e)  | 1126 à 1152 | Josselin de Vierzy                     | Originaire de Vierzy, il est choisi en 1126 pour succéder à Lisiard de Crépy comme évêque de Soissons. Il participe au concile de Troyes de 1129.Il meurt en octobre 1152. |
| (58e)  | 1152 à 1158 | Anscoul de Pierrefonds                 | Fils de Nivelon II, seigneur de Pierrefonds et d'Avoie de Montmorency, il est choisi en 1152 pour succéder à Josselin de Vierzy comme évêque de Soissons. Il est également le neveu de Hugues Ier de Pierrefonds, évêque de 1090/1093 à 1103. Il participe au concile de Soissons de 1155. Il meurt en septembre 1158. |
| (59e)  | 1158 à 1175 | Hugues II de Chamfleury                | Originaire probablement de Champfleury, il devient chancelier de France pour Louis VII le Jeune en 1151. Il est alors choisi en 1158 pour succéder à Anscoul de Pierrefonds comme évêque de Soissons. Il entre en disgrâce et perd sa charge de chancelier en 1172. Il meurt en septembre 1175. |
| (60e)  | 1176 à 1207 | Nivelon Ier de Quierzy (ou de Chérizy) | Fils du Gérard II, seigneur de Quierzy et d'Agnès de Longpont, il est choisi en août 1176 pour succéder à Hugues II de Chamfleury comme évêque de Soissons. Il décide dès son élection d'entamer la construction de l'actuelle cathédrale du diocèse, celle de Saint-Gervais-et-Saint-Protais de Soissons. Il participe en 1179 au troisième concile du Latran et à la quatrième croisade qui aboutit à la prise de Constantinople en 1204. Il rentre en 1205, mais il décide de repartir vers Constantinople et son empire latin en 1207. Il meurt sur cette route à Bari en septembre 1207, où il est inhumé. |
| (61e)  | 1207 à 1219 | Aymard de Provins                      | Originaire de Provins, il est choisi en 1207 pour succéder à Nivelon Ier de Quierzy comme évêque de Soissons. Il renonce probablement en avril 1219 à sa charge, mais il meurt la même année en mai 1219. |
| (62e)  | 1219 à 1242 | Jacques de Bazoches                    | Fils de Nicolas, seigneur de Bazoches et d'Agnès de Chérisy. Il est le neveu de Nivelon de Quierzy, évêque de 1176 à 1207. Il est choisi en 1219 pour succéder à Aymard de Provins comme évêque de Soissons. Il sacre Louis IX, futur Saint Louis, à Reims le 29 novembre 1226 en raison de la vacance de l'archevêché de Reims dû au décès de Guillaume de Joinville et de sa position de premier évêque suffragant de l'archidiocèse. Il meurt en juillet 1242. |
| (63e)  | 1242 à 1245 | Raoul de Coudun                        | Fils de Raoul de Livales, seigneur de Coudun et de Béatrix, il est choisi en 1242 pour succéder à Jacques de Bazoches comme évêque de Soissons. Pendant son épiscopat, il effectue plusieurs donations à des ordres monastiques comme à l'ordre de Cluny en 1245 où il donne une propriété à Élincourt afin de fonder un prieuré. Il meurt en décembre 1245. |
| (64e)  | 1245 à 1250 | Gui III de Château-Porcien             | Fils de Raoul de Grandpré, comte de Château-Porcien et d'Agnès de Bazoches. Il est le neveu de Jacques de Bazoches, évêque de 1119 à 1242. Il est choisi en 1245 pour succéder à Raoul de Coudun comme évêque de Soissons. Il participe à la septième croisade en suivant Louis IX dès 1248. Après avoir participé à la bataille de Manssoure, il meurt en avril 1250 en Égypte. |
| (65e)  | 1252 à 1262 | Nivelon II de Bazoches                 | Fils de Nicolas II, seigneur de Bazoches et d'Agnès, il est le neveu de Gui III de Château-Porcien, évêque de 1245 à 1250. Il est choisi en janvier 1252 pour succéder à Gui III de Château-Porcien comme évêque de Soissons. Il meurt en février 1262. |
| (66e)  | 1262 à 1290 | Milon de Bazoches                      | Fils de Robert, seigneur de Bazoches et de Brémonde, dame de Vauxcéré, il est le neveu de Nivelon II de Bazoches, évêque de 1252 à 1262. Il est choisi en 1262 pour succéder à Nivelon II de Bazoches comme évêque de Soissons. Comme pour le sacre de Louis IX en 1226, il sacre Philippe III le Hardi le 15 août 1271 en tant que premier suffragant de l'archidiocèse à cause de la vacance du siège depuis la mort de Jean Ier de Courtenay. Il meurt en septembre 1290. |
| (67e)  | 1292 à 1296 | Gérard Ier de Montcornet               | Fils du seigneur de Montcornet, il est le neveu de Milon de Bazoches, évêque de 1262 à 1290. Il est choisi en juin 1292 après une vacance de plusieurs mois pour succéder son oncle, Milon de Bazoches, comme évêque de Soissons. Parti en pèlerinage à Bari, il meurt sur le chemin du retour en septembre 1296 à Rieti. Son corps est ramené à Soissons pour être inhumé dans la cathédrale, puis il est transféré avec le corps de son oncle, Milon de Bazoches, à l'abbaye de Longpont. |
| (68e)  | 1296 à 1313 | Guy IV de La Charité                   | Il est choisi en décembre 1292 pour succéder à Gérard Ier de Montcornet comme évêque de Soissons. Il meurt en novembre 1313. |
| (69e)  | 1313 à 1331 | Gérard II de Courtonne                 | Natif de Courtonne, hameau de Moussy-Verneuil, il est choisi en octobre 1313 pour succéder à Guy IV de La Charité comme évêque de Soissons. Il meurt en octobre 1331. |
| (70e)  | 1331 à 1349 | Pierre de Chappes                      | Natif de Villemeux, il devient chancelier de France entre 1317 et 1320. Il reçoit la consécration épiscopale en devenant évêque d'Arras en 1320. Il est ensuite transféré au diocèse de Chartres en mai 1326. Il est créé cardinal en 1327 par Jean XXII. Il est choisi en décembre 1331 pour succéder à Gérard II de Courtonne et celui quitte le diocèse de Chartres. Il participe au conclave de 1334 où Benoît XII est élu. Il meurt en septembre 1349. |
| (71e)  | 1349 à 1362 | Guillaume Bertrand                     | Fils de Barthélemi Maleton, seigneur de Colombier, près de Tournon, et de Marguerite Bertrand, il est choisi en novembre 1349 pour succéder à Pierre de Chappes, comme évêque de Soissons. Il a également un frère Pierre Bertrand de Colombier, qui est évêque de Nevers et cardinal, et un neveu, Pierre Bertrand, évêque d'Autun et aussi cardinal. Il meurt en mai 1362. |
| (72e)  | 1362 à 1404 | Simon de Bucy                          | Originaire de Bucy-le-Long et fils de Simon de Buci, premier président du parlement de Paris entre 1341 et 1369, il est choisi en novembre 1362 pour succéder à Guillaume Bertrand, comme évêque de Soissons. Il est parent de Simon Matifas de Bucy, évêques de Paris de 1290 à 1304. Il sert pendant une quarantaine d'années le diocèse. Il fait reconstruire le château de Septmonts, résidence extérieur des évêques et il est présent en 1381 à l'hommage Jean IV, duc de Bretagne, envers le roi de France Charles VI. Il meurt en octobre 1404. |
| (73e)  | 1405 à 1414 | Victor de Camerin                      | Il est choisi en 1405 pour succéder à Simon de Bucy, comme évêque de Soissons. Il confirme, la même année, la donation d'un terrain aux Célestins à Villeneuve-Saint-Germain pour fonder une abbaye en. Il meurt en janvier 1414. |
| (74e)  | 1414 à 1422 | Nicolas Graibert                       | Natif de Vervins, dans le diocèse de Laon, il est titulaire d'une maîtrise ès-arts. Il est nommé en février 1414 au moment de la fin du grand schisme d'Occident (1378-1417) par l'antipape de Pise Jean XXIII, reconnu par la France, comme évêque de Soissons. Il doit faire face à la guerre civile entre Armagnacs et Bourguignons où Soissons tombe aux mains des Bourguignons en mai 1414. Plusieurs abbayes du diocèse sont pillées pendant cette période. Il meurt au château de La Fère en novembre 1422. |
| (75e)  | 1423 à 1442 | Renaud de Fontaines                    | Né en Champagne, Il devient en octobre 1404 recteur de l'université de Paris. Il est chanoine d'diocèse d'Auxerre. Il est le représentant de la province ecclésiastique de Sens pour le concile de Constance. Il occupe d'autres postes ecclésiastiques dans divers diocèses. Le pape Martin V le désigne en janvier 1423 comme évêque de Soissons. Après une vingtaine d'années d'épiscopat, il meurt en septembre 1442. |
| (76e)  | 1442 à 1503 | Jean Milet                             | Natif de Paris, son père, Jean Millet, est l'un des plénipotentiaires pour le traité d'Arras de 1435 et sa mère est Marguerite d'Arsonval. Il devient en mars 1440 recteur de l'université de Paris. Il possède un grand de bénéfices ecclésiastiques et il est chanoine de plusieurs cathédrales dont Soissons. Il est choisi en novembre 1442 comme évêque de Soissons par le chapitre de la cathédrale, confirmé en janvier 1443 par l'archevêque de Reims et en février par le pape Eugène IV. Il participe au concile se tenant à Soissons en 1455 et il administre le diocèse de Liège entre 1456 et 1463 en raison de la minorité de son évêque. Il participe aux états généraux de 1468. Il met fin à la construction de la cathédrale de Soissons en 1479. Il meurt en avril 1503 après un long épiscopat d'une soixantaine d'années. |
| (77e)  | 1503 à 1514 | Claude de Louvain                      | Natif de Soissons, il est le fils aîné de Jean de Louvain, seigneur de Nesles, vicomte de Berzy et gouverneur de Compiègne pour le roi. Il est choisi en avril 1503 par le chapitre de la cathédrale. Il participe au concile de Tours de 1510. Il est transféré dans le diocèse de Sisteron comme évêque par une bulle d'août 1514 du pape Léon X. Il meurt en 1519. |

### De 1516 à 1790
| Numéro | Épiscopat   | Titulaire                              | Notes biographiques |
| ------ | ----------- | -------------------------------------- | --- |
| (78e)  | 1514 à 1528 | Foucault de Bonneval                   | Fils d'Antoine de Bonneval, gouverneur et sénéchal du Limousin et de Marguerite de Foix, il est destiné à une carrière ecclésiastique dès son plus jeune âge. Après plusieurs tentatives pour être élu évêque de Limoges par le chapitre de la cathédrale, il finit par être désigné comme évêque de Soissons par une bulle du pape Léon X en août 1514. Après quatorze années d'épiscopat, il est transféré dans le diocèse de Bazas en juillet 1528 tandis que son prédécesseur, sur ce siège, fait le chemin inverse. Il devient ensuite évêque de Périgueux en 1531 et il meurt en 1540 à Château-l'Évêque. |
| (79e)  | 1528 à 1534 | Symphorien Bullioud                    | Né à Lyon vers 1480, il est le fils de Guillaume Bullioud, juge ordinaire de l'église de Lyon, et de Catherine Varinier. Il est chanoine de Saint-Just à Lyon et clerc au parlement de Paris. Il devient évêque de Glandèves en 1508 jusqu'en 1520. Pour Louis XII, il devient gouverneur de Milan en 1509, et l'envoie en ambassade auprès de Jules II jusqu'en 1520. Il est désigné ensuite comme évêque de Bazas en 1520. En juillet 1528, il devient évêque de Soissons après une permutation avec son prédécesseur à Soissons ou successeur à Bazas, Foucault de Bonneval. Il meurt en janvier 1534 dans le château de Septmonts. |
| (80e)  | 1534 à 1557 | Mathieu de Longuejoue                  | Né à Paris en 1478, il est le fils de Jean, seigneur d'Iverny et conseiller au parlement de Paris et de Geneviève Baillet, sœur de Jean Baillet, évêque d'Auxerre. Il entame une carrière dans le droit et devient conseiller au parlement de Paris en 1519 puis maître des requêtes en 1523. Devenu veuf à 45 ans, il décide d'entamer une carrière ecclésiastique et renonce à ses charges au profit de son fils. Il est désigné pour devenir évêque de Soissons en février 1534. Il devient ensuite conseiller d'État au conseil du roi en 1535 et garde des sceaux en 1538 et entre 1544 et 1545. Il meurt en septembre 1557 à Paris où il est inhumé dans le caveau familial. |
| (81e)  | 1557 à 1585 | Charles de Roucy                       | Né en 1515, il est le fils de Louis de Roucy, seigneur de Sissonne et de Jeanne de Blécourt. Son frère Joachim, seigneur de Sainte-Preuve, est gouverneur de Soissons. Il devient d'abord chanoine de la cathédrale de Laon et obtient divers bénéfices ecclésiastiques. Il devient évêque de Soissons en décembre 1557. Il participe aux dernières sessions du concile de Trente et doit faire face au conflit des guerres de Religion, qui ravagent plusieurs fois le diocèse. La chasse de saint Crépin et saint Crépinien est ainsi profanée par les calvinistes en 1563. Il meurt en octobre 1585. |
| (82e)  | 1585 à 1619 | Jérôme Hennequin                       | Né en 1547, il est le fils cadet de Dreux Hennequin, seigneur d'Assis et président de la chambre des comptes de Paris et de Renée Nicolaï. Son frère aîné Aymar, membre important de la Ligue catholique, est également un ecclésiastique, évêque de Rennes et archevêque désigné de Reims entre 1594 et 1596. Jérôme devient évêque de Soissons en 1585 et également un membre de la Ligue catholique jusqu'à sa dissolution. En tant que premier suffragant de l'archevêque de Reims, il doit sacrer Louis XIII en octobre 1510, car son métropolitain n'a pas reçu la consécration épiscopale, mais il préfère laisser sa place au cardinal François de Joyeuse. Il meurt en mars 1619. |
| (83e)  | 1619 à 1623 | Charles de Hacqueville                 | Né vers 1572, il est le fils d'André, seigneur d'Ons-en-Bray et maître des requêtes et d'Anne Hennequin. Il est le neveu de son prédécesseur et son frère Jérôme est premier président du parlement de Paris. Archidiacre pour l'archidiocèse de Rouen en 1602, il est désigné par le roi en avril 1619 comme évêque de Soissons et reçoit la consécration épiscopale en octobre. Il meurt en février 1623 à Paris. |
| (84e)  | 1624 à 1656 | Simon Legras                           | Né à Paris en juin 1589, il est le fils de Simon Legras, conseiller d'État et Louise Danois. Il entre aux collèges des Jésuites de Verdun puis de Bourges. Il poursuit ses études en faisant de la théologie à la Sorbonne en 1610. Il devient aumônier auprès des rois Henri IV et Louis XIII. Il devient prêtre en 1614 et il est nommé coadjuteur de son oncle Claude Legras à l'abbaye Saint-Corneille de Compiègne en 1623 après être devenu docteur en théologie. Il est désigné en septembre 1624 pour devenir évêque de Soissons et reçoit la consécration épiscopale en novembre. Il est accompagné à partir de 1652 de Charles de Bourlon comme évêque coadjuteur avec le titre d'évêque de Césarée. En tant que premier suffragant de l'archevêque de Reims, il sacre Louis XIV en juin 1654, car le siège métropolitain est vacant. Il meurt en octobre 1656 dans le château de Septmonts. |
| (85e)  | 1656 à 1685 | Charles de Bourlon                     | Né à Paris en 1611, il est le fils de Mathieu de Bourlon, maître des comptes de Paris et de Christine Bailly. Après des études à la Sorbonne, il devient abbé commendataire de la Chartreuve. Il est choisi en 1651 par Simon Legras pour devenir évêque coadjuteur du diocèse de Soissons. Ce choix est accepté par Louis XIV en décembre 1651 et le pape Innocent X en décembre 1652 qui lui donne le titre d'évêque de Césarée. Il reçoit l'ordination épiscopale en février 1653. À la mort de Simon Legras, il est reçu en octobre 1656 comme évêque de Soissons. Il s'occupe de la discipline de son chapitre de chanoines et fait démolir des temples calvinistes dans son diocèse. Il confie aux Oratoriens la gestion du séminaire diocésain. Il meurt à Château-Landon en octobre 1685. |
| —      | 1685 à 1689 | Pierre-Daniel Huet                     | Né à Caen en 1630, il est issu d'une famille d'origine protestante. Il fait des études chez les Jésuites et produit des ouvrages sur la théologie et la philosophie, lui permettant d'être élu au fauteuil 21 de l’Académie française en 1674. Après la mort de Charles de Bourlon en octobre 1685, il est désigné comme évêque de Soissons par le roi Louis XIV en novembre. Seulement, en pleine affaire de la régale, le choix n'est pas validé par Innocent XI et ne il reçoit pas l'ordination épiscopale. Il ne prend pas possession de son siège épiscopal. En octobre 1689, il est transféré par Louis XIV à Avranches et il permute avec son prédécesseur à Avranches son siège épiscopal de Soissons. Il est finalement ordonné évêque en 1692 et renonce à son siège en 1699 pour un titre d'abbé commendataire dans une abbaye à Caen. Il meurt en janvier 1621 à Paris. |
| (86e)  | 1689 à 1714 | Fabio Brûlart de Sillery               | Né au château de Pressigny en 1655, il est un membre de la famille Brûlart par sa branche de Sillery. Destiné à une carrière ecclésiastique, il fait des études de philosophie au collège de la Marche et passe ensuite à la Sorbonne où il devient docteur à 26 ans. Il est ordonné prêtre en mars 1682. Il est désigné par Louis XIV en juin 1689 comme évêque d'Avranches, mais il décide en octobre 1689 de le transférer dans le diocèse de Soissons en permutant avec Pierre-Daniel Huet qui part à Avranches. Désigné en pleine affaire de la régale, il doit attendre sa validation en janvier 1692 de Rome pour recevoir en mars 1692 l'ordination épiscopale. Il devient membre de l'Académie de Soissons et il est élu en 1705 au fauteuil 7 de l’Académie française. Il meurt en novembre 1714 à Paris. |
| (87e)  | 1715 à 1730 | Jean-Joseph Languet de Gergy           | Né à Dijon en août 1677, il est issu d'une famille noble de Bourgogne, il est le fils de Denis, procureur général au parlement de Bourgogne et de Marie Robelin de Saffres. Protégé par le cardinal de Bissy et Bossuet, il est introduit auprès de Louis XIV qui le fait nommer aumônier de la duchesse de Bourgogne en 1702. Il est désigné en janvier 1715 par Louis XIV comme évêque de Soissons. Il est confirmé par le pape en mai et il reçoit l'ordination épiscopale en juin 1715. En 1721, il est au fauteuil 1 de l’Académie française. Il est désigné et transféré par Louis XV dans l'archevêché de Sens en décembre 1730, où il est confirmé par le pape en avril 1731. Il meurt en mai 1753 à Sens. |
| —      | 1731        | René de Sesmaisons                     | Né à Nantes, il est issu d'une famille noble de Bretagne, la famille de Sesmaisons. Il suit une vocation sacerdotale et il est ordonné prêtre. Il est nommé abbé de l'église collégiale de Notre-Dame-la-Grande de Poitiers où il est vicaire général de l'évêque de Poitiers. Il devient ensuite conseiller aumônier du roi en 1723 et abbé commendataire de Saint-Clément de Metz en 1727. Louis XV le désigne en janvier 1731 pour devenir évêque de Soissons, mais René de Sesmaisons renonce en mai à l’évêché. Il quitte cependant sa fonction de conseiller aumônier du roi et obtient le mois suivant le titre d'abbé commendataire de Notre-Dame de Ham. Il n'a jamais reçu la validation de sa nomination par Rome et n'a jamais été ordonné évêque. Il meurt en mars 1742 à Paris. |
| (88e)  | 1731 à 1738 | Charles-François Lefebvre de Laubrière | Né à Angers en 1688, il est le fils de François Lefebvre de Laubrière, seigneur de Laubrières, conseiller au parlement de Bretagne et de Louise Lechat de La Haye. Il entame une carrière dans le droit et devient conseiller au parlement de Paris en 1710 et il se marie en 1713 avec Marie-Anne de Blair. Devenu veuf en 1718, il entame une carrière ecclésiastique et il est ordonné prêtre en 1719. Il est désigné par Louis XV comme évêque de Soissons en juillet 1731, choix validé par le pape en septembre. Il reçoit l'ordination épiscopale en janvier 1732 à Paris. Après sept années d'épiscopat, il meurt en décembre 1738. |
| (89e)  | 1738 à 1764 | François de Fitz-James                 | Né à Saint-Germain-en-Laye en 1709, il est le troisième fils du maréchal de Berwick, qui est un fils naturel du roi Jacques II d'Angleterre et d'Anne Bulkeley. Il est également duc de Fitz-James depuis la mort de son second frère en 1721. François décide cependant d'entamer une carrière ecclésiastique en conservant le titre ducal, mais il renonce finalement en 1736. Il obtient un doctorat en théologie en 1733. Il est ordonné prêtre la même année et devient vicaire à Lyon. Il est également abbé commendataire de Saint-Victor de Paris en 1728 et de Saint-Georges de Boscherville en 1738. Il est désigné évêque de Soissons par Louis XV en décembre 1738, confirmé par le pape en février 1739 et il reçoit la consécration épiscopale en mai 1739. Il devient ensuite aumônier du roi de 1742 à 1748. Il meurt en juillet 1764 à Soissons. |
| (90e)  | 1764 à 1790 | Henri-Joseph-Claude de Bourdeilles     | Né à Paizay-Naudouin en 1720, il est le fils de Henri de Bourdeilles, comte de Matha et de Marie-Suzanne Prévost de Sansac. Il entame une carrière militaire, où il sert comme mousquetaire, avant de rejoindre une carrière ecclésiastique où il est ordonné prêtre en 1746. Il est désigné par Louis XV en mai 1762 comme évêque de Tulle et confirmé par le pape en novembre. Il reçoit la consécration épiscopale en décembre 1762. Il est transféré en août 1764 dans le diocèse de Soissons par Louis XV et la décision est confirmée par le pape en décembre 1764. Il est le dernier évêque de Soissons dirigeant un territoire issu du IIIe siècle. Avec la constitution civile du clergé en juillet 1790, il est déclaré déchu comme évêque en novembre 1790 par l'administration départementale de l'Aisne. Il dénonce cette déchéance et lutte contre l'application de la constitution civile du clergé en prenant des mesures dans son diocèse, mais il est obligé de quitter Soissons en février 1791 pour prendre la route de l'exil. Il jette cependant l'interdit sur son diocèse pour les constitutionnels qui lève en 1795, le temps qu'un évêque constitutionnel est en place. Avec le concordat de 1801, le pape Pie VII publie un bref Tam multa exigeant la démission des évêques désignés par Rome en France. Il donne sa démission en mai 1802 et il meurt à Paris en décembre. |

### 1790 à 1801: Évêque constitutionnel de l'Aisne
Le diocèse est supprimé par la constitution civile du clergé le 12 juillet 1790, et il est remplacé par l'évêché de l'Aisne, qui est installé à Soissons. Même s'ils ne sont pas évêques de Soissons, le tableau ci-dessous donne le nom de l'unique évêque de ce diocèse :
| Portrait                                | Épiscopat   | Titulaire       | Notes biographiques |
| --------------------------------------- | ----------- | --------------- | --- |
| Portrait de Claude Marolles (1753-1794) | 1791 à 1793 | Claude Marolles | Né à Saint-Quentin en 1753, il est ordonné prêtre dans la même ville vers 1783, où il va officier. En 1786, il est reçu franc-maçon dans une loge de la ville. En 1789, il est élu député du clergéaux états généraux et est l'un des premiers à rejoindre le Tiers état, le 15 juin 1789. Il devient par la suite secrétaire de l'Assemblée constituante et prête serment à la constitution civile du clergé. Il est élu évêque de l'Aisne le 21 janvier 1791. En raison du caractère schismatique de la décision, il est consacré évêque par Talleyrand, lui-même évêque d'Autun, le 24 février 1791. Il s'installe comme évêque de l'Aisne le 6 mars 1791, mais une lettre apostolique Caritas du pape dénonce cette élection comme nulle avec menace d'excommunication. Après deux années d'épiscopat, il renonce à la prêtrise et à sa charge le 25 brumaire de l'an II (13 novembre 1793). Il rejoint le nouveau culte de l'être suprême. Il meurt en avril 1794 à Soissons après avoir contracté une maladie. |
| —                                       | 1793 à 1801 | Vacance         | À la suite du départ de Claude Marolles, aucun évêque n'est élu ou désigné pour le remplacer. |

### Depuis 1801
Le diocèse de Soissons est recréé par le concordat de 1801. Dix-huit évêques se sont succédé à sa tête du diocèse de Soissons reconnus par le Saint-Siège, sauf un évêque nommé qui n'a jamais été installé en raison de la non-validation du concordat de 1817 :
| Numéro                                    | Portrait                                                   | Armoiries                                                 | Épiscopat   | Titulaire                        | Notes biographiques |
| ----------------------------------------- | ---------------------------------------------------------- | --------------------------------------------------------- | ----------- | -------------------------------- | --- |
| Évêque de Soissons                        |                                                            |                                                           |             |                                  | |
| (91e)                                     |                                                            |                                                           | 1802 à 1820 | Jean-Claude Leblanc de Beaulieu  | Né à Paris en 1753, il entre tôt dans une carrière ecclésiastique. Après des études de théologie à Soissons, il effectue divers services ecclésiastiques dans l'archidiocèse de Paris. Lorsque la Révolution française éclate, il devient prêtre constitutionnel en 1791 puis évêque constitutionnel de la Seine-Inférieure à Rouen en décembre 1799, où il est ordonné évêque en janvier 1800. Dans le cadre du concordat, il est nommé à Soissons en avril 1802 et confirmé par le cardinal légat après s'être déclaré attaché au Saint-Siège sans renier son passé constitutionnel. Il s'occupe à reconstruire et à réorganiser le diocèse sur son nouveau territoire. Dans le cadre de l'application du concordat de 1817, il est nommé dans comme archevêque d'Arles en août 1817, confirmé par le Saint-Siège en octobre. Seulement, ce concordat n'est jamais validé, l'archidiocèse n'est pas restauré et sa nomination reste nulle. Il se retire pour des raisons de santé en septembre 1820. Il meurt à Paris en juillet 1825. |
| —                                         |                                                            |                                                           | 1817 à 1819 | Roch-Étienne de Vichy            | Né à Paulhaguet en juillet 1753 dans une famille noble du Bourbonnais, il entame une carrière militaire avant d'entamer une carrière ecclésiastique en 1779. Il devient ensuite aumônier de Marie-Antoinette et émigre lors de la Révolution française. Il rentre en France lors de la Restauration, où il est aumônier de la duchesse d'Angoulême. Dans le cadre de l'application du concordat de 1817 et au vu du transfert de son prédécesseur, il est nommé et confirmé en octobre 1817 à Soissons. Seulement, ce concordat n'est jamais validé. Son prédécesseur reste encore en poste et Roch-Étienne de Vichy est nommé avant son retrait à Autun en juillet 1819 où il reçoit la consécration épiscopale en octobre. Il meurt à Paris en avril 1829. |
| (92e)                                     |                                                            |                                                           | 1820 à 1824 | Guillaume-Aubin de Villèle       | Né à Caraman en février 1770, cousin de Joseph de Villèle, il entame une carrière ecclésiastique dès 1787 mais il émigre à la Révolution. Il est ordonné prêtre à Dusseldorf en 1793 et part s'installer à Vienne. Dans le cadre de l'application du concordat de 1817, il est nommé dans comme évêque de Verdun en août 1817 et confirmé en octobre 1817. Seulement, ce concordat n'est jamais validé et sa nomination reste nulle, mais le diocèse de Verdun est restauré en 1822 avec un autre évêque à sa tête. Guillaume-Aubin de Villèle est finalement nommé à Soissons en juillet 1820, il est confirmé en août et reçoit la consécration épiscopale en septembre. Après quatre années d'épiscopat, il est transféré en octobre 1824 dans l'archidiocèse de Bourges comme archevêque. Il meurt à Bourges en novembre 1841. |
| Évêque de Soissons et Laon                |                                                            |                                                           |             |                                  | |
| (93e)                                     |                                                            |                                                           | 1824 à 1847 | Jules-François de Simony         | Né à Toulon en juillet 1770, septième d'une fratrie de douze enfants, il est destiné à une carrière ecclésiastique dans les ordres monastiques. Après ses premières études à Toulon, il rejoint Paris pour des cours de philosophie. Il est reçu dans les ordres en 1787 et devient professeur de théologie dans le petit séminaire Saint-Sulpice. Avec la Révolution française, sa communauté est dissoute et il est incorporé de force dans l'armée républicaine lors de la guerre de Vendée. Il devient précepteur du fils héritier du duc de Sully de 1796 à 1807. Il est ordonné prêtre en 1810 après un retour au séminaire en 1808. Il devient aumônier en 1822 du comte d'Artois. Il est choisi par Charles X comme évêque de Soissons en octobre 1824 et confirmé par le Saint-Siège en mars 1825. Il reçoit la consécration épiscopale en avril 1824 et installé à Soissons en mai. En juin 1828, il est autorisé par bref pontifical à porter le titre d'évêque de Soissons et Laon. Il remet sa démission à Pie IX en mai 1847 qui l'accepte en août. Il se retire dans le grand séminaire de Soissons où il meurt en février 1849.                                                          |
| (94e)                                     | Portrait de Paul-Armand de Garsignies (1803-1860) en 1849. |                                                           | 1847 à 1860 | Paul-Armand Cardon de Garsignies | Né à Lille en juin 1803, il commence une carrière dans l'administration fiscale, mais il décide de devenir prêtre et part à Rome en 1831 pour étudier la théologie pendant deux ans. Ordonné prêtre en 1833, il commence dans le diocèse d'Amiens comme vicaire de la cathédrale. Il passe ensuite dans le diocèse de Soissons où il participe à l'administration du diocèse et en 1844, il devient vicaire général du diocèse. Après la démission de Mgr de Simony, il est désigné par Louis-Philippe à l'évêché de Soissons en novembre 1847, et cette décision est confirmée par le Saint-Siège en janvier 1848. Il reçoit la consécration épiscopale en février 1848 à Soissons par son prédécesseur. Après treize ans d'épiscopat, il meurt en décembre 1860 à Soissons. |
| (95e)                                     | Portrait de Jean-Joseph Christophe (1803-1863).            |                                                           | 1860 à 1863 | Jean-Joseph Christophe           | Né à Rochesson dans les Vosges en avril 1803, il étudie la théologie au petit séminaire de Pont-à-Mousson puis au grand séminaire de Saint-Dié. Ordonné prêtre en 1827, il exerce sa fonction dans le diocèse de Saint-Dié. Il reçoit même la Légion d'honneur en tant que chevalier pour acte de courage en 1837. Après un passage à Rome entre 1839 et 1841, il devient aumônier de la Salpêtrière à Paris, puis il devient en 1848 prêtre d'une paroisse parisienne. Napoléon III l'élève à la croix d'officier de la Légion d'honneur en juin 1860 et décide de lui confier un diocèse en le nommant à Soissons en décembre 1860, quelques jours après le décès de Mgr de Garsignies. Le choix est confirmé par le pape en mars 1861 et Mgr Christophe reçoit la consécration épiscopale en mai 1861 à Reims par l'archevêque métropolitain. Il meurt en août 1863 à Soissons après deux années d'épiscopat. |
| (96e)                                     | Portrait de Jean Dours (1809-1877).                        |                                                           | 1863 à 1876 | Jean Dours                       | Né à Alzonne dans l'Aude en février 1809, il est le fils de Jean Dours, gendarme et de Jeanne Amiel. Après avoir passé ses études à Bagnères-de-Bigorre, il entre dans l'état ecclésiastique et il devient successivement professeur de plusieurs établissements, d'abord à Dax puis à Saint-Sever et à Laval. Il devient même recteur de l'académie du Puy-de-Dôme et ensuite inspecteur de l'académie de Paris. Après une longue carrière d'enseignant, il est désigné par Napoléon III comme évêque de Soissons et Laon en octobre 1863, il est confirmé en décembre par le pape. Il reçoit la consécration épiscopale à Laon en mars 1864 par l'archevêque de Reims. Après treize années d'épiscopat, il démissionne en février 1876 pour des raisons de santé et rentre à Bagnères-de-Bigorre où il meurt en décembre 1877. |
| (97e)                                     | Portrait d'Odon Thibaudier (1823-1892).                    |                                                           | 1876 à 1889 | Odon Thibaudier                  | Né à Millery dans le Rhône en septembre 1823, il est ordonné prêtre en décembre 1849 après des études au séminaire de l'archidiocèse de Lyon. Il exerce dans l'archidiocèse de Lyon et il devient vicaire général de l'archevêque Jacques Ginoulhiac en 1870. Il est nommé évêque auxiliaire de Lyon par Mac Mahon en 1875 et confirmé par le pape en mars 1875 avec la titulature d'« évêque de Sidon ». Il est consacré évêque à Lyon en mai 1875. Il gère même l'archidiocèse de Lyon pendant la vacance du siège entre décembre 1875 et avril 1876, date où il est choisi encore par Mac Mahon comme évêque de Soissons et Laon. La décision est validée par le pape en juin 1876. Il reste pendant treize ans et Mgr Thibaudier est nommé archevêque de Cambrai par Sadi Carnot en février 1889, décision validée quelques jours après par le Saint-Siège. Il meurt à Cambrai en janvier 1892. |
| (98e)                                     |                                                            |                                                           | 1889 à 1897 | Jean-Baptiste Théodore Duval     | Né au Havre en juin 1824, il suit des études à Yvetot puis il entre au grand séminaire de Rouen en 1844. Il est ordonné prêtre en 1849 pour l'archidiocèse de Rouen. Il exerce diverses fonction dans l'archidiocèse. Il est d'ailleurs archiprêtre de l'église Notre-Dame du Havre entre 1873 et 1890. Il est nommé par Sadi Carnot en août 1889 comme évêque de Soissons et Laon, décision confirmée par Léon XIII en décembre. Il reçoit l'ordination épiscopale en février 1890 à Rouen par l'archevêque. Il est installé à Soissons en mars. Après huit années d'épiscopat, il meurt en août 1897 à Soissons. |
| Évêque de Soissons, Laon et Saint-Quentin |                                                            |                                                           |             |                                  | |
| (99e)                                     |                                                            |                                                           | 1898 à 1906 | Augustin-Victor Deramecourt      | Né à Beauvois dans le Pas-de-Calais en avril 1841, il est ordonné prêtre en septembre 1865 dans le diocèse d'Arras, où il exerce par la suite. Il est le vicaire général du diocèse d'Arras entre 1894 et 1898. Il est désigné par Félix Faure comme évêque de Soissons et Laon en mars 1898, décision confirmée deux jours après par le pape Léon XIII. Il est ordonné évêque à Soissons en juin 1898 par l'archevêque de Rennes. Il est dernier évêque désigné sous le régime du concordat de 1801. Par le bref apostolique du 11 juin 1901, il est autorisé par le pape Léon XIII à ajouter le nom de Saint-Quentin au nom de son diocèse et il est désormais évêque du diocèse de Soissons, Laon et Saint-Quentin. Il meurt en septembre 1906 à Soissons. |
| (100e)                                    | Portrait d'Odon Thibaudier (1842-1920).                    | Blason de Monseigneur Pierre-Louis Péchenard (1842-1920). | 1906 à 1920 | Pierre-Louis Péchenard           | Né à Gespunsart dans les Ardennes en décembre 1842, il effectue ses études au séminaire de Charleville-Mézières puis de Reims. Ordonné prêtre en 1868, il obtient un doctorat ès-lettre en 1876 à Paris, tout en continuant d'exercer diverses fonctions dans l'archidiocèse de Reims. Il devient le vicaire général de Reims en 1879. Il est ensuite nommé recteur de l'Institut catholique de Paris en 1896. Avec l'application de la loi de séparation des Églises et de l'État, le pape Pie X le nomme en décembre 1906 évêque de Soissons, Laon et Saint-Quentin et il reçoit l'ordination épiscopale en janvier 1907. Il doit faire face au conflit et aux destructions de la Première Guerre mondiale dans son diocèse. Après la guerre, il reste évêque du diocèse pendant deux ans et meurt en mai 1920 à Soissons. |
| (101e)                                    | Portrait de Charles Binet (1869-1936).                     | Blason de Monseigneur Charles Binet (1869-1936).          | 1920 à 1927 | Henri Binet                      | Né à Juvigny dans l'Aisne en avril 1869, il est ordonné prêtre pour le diocèse de Soissons en octobre 1893 et occupe diverses fonctions ecclésiastiques dans le diocèse. Mobilisé comme brancardier divisionnaire puis comme aumônier volontaire, il participe aux batailles de la Première Guerre mondiale et fait l'objet de trois citations. Rentré de la guerre, il devient archidiacre de Laon et vicaire général du diocèse. Le pape Benoît XV le nomme évêque du diocèse en juin 1920 et il reçoit l'ordination épiscopale en août. Après sept années d'épiscopat, où il soutient la reconstruction des édifices religieux du diocèse, il est nommé archevêque de Besançon par le pape Pie XI en octobre 1927 et il est créé cardinal par celui-ci en décembre. Il meurt à Besançon en juillet 1936. |
| (102e)                                    |                                                            |                                                           | 1928 à 1946 | Ernest Mennechet                 | Né à Marle dans l'Aisne en juin 1877, il est ordonné prêtre pour le diocèse de Soissons en 1901 après avoir passé au séminaire de Laon. Il occupe diverses fonctions ecclésiastiques dans le diocèse. Il n'est pas mobilisé lors de la Première Guerre mondiale, car il est réformé. Après la guerre, il est encore prêtre du diocèse. Le pape Pie XI le nomme évêque du diocèse en mars 1928 et il reçoit l'ordination épiscopale en mai par son prédécesseur, le cardinal Binet. Sous son épiscopat, les reconstructions des édifices religieux détruits par la guerre se terminent et il est encore en poste lors de Seconde Guerre mondiale. Il meurt à Soissons en juin 1946 après dix-années d'épiscopat. |
| (103e)                                    |                                                            |                                                           | 1946 à 1963 | Pierre Douillard                 | Né au Puiset-Doré en Maine-et-Loire en avril 1888, il est ordonné prêtre pour le diocèse d'Angers en 1910 et exerce des fonctions ecclésiastiques dans ce diocèse. Il est mobilisé lors de la Première Guerre mondiale où il est brancardier divisionnaire. Au moment de la Seconde Guerre mondiale, il est prêtre d'une paroisse de Cholet et il entre en résistance en aidant les réfractaires du STO à se cacher ou à partir en Angleterre avec l'aide de plusieurs vicaires. Arrêté par les Allemands en 1943 et mis au secret, il est remis en liberté quelques jours après avec interdiction d'exercer dans sa paroisse. Il revient à la libération dans sa paroisse. En février 1947, il est nommé évêque de Soissons, Laon et Saint-Quentin par le pape Pie XII alors que son nom a été pensé en 1946 pour l'évêché d'Amiens. Il est ordonné évêque à Cholet en mai 1947 par l'évêque d'Angers et part ensuite s'installer à Soissons. Il participe aux premiers travaux du concile Vatican II. Après un épiscopat de dix-sept ans, il décide de se retirer à Angers en mai 1963 et reçoit la titulature d'évêque de Berrhoa par Jean XXIII. Il meurt quelques mois après à Angers en août 1963. |
| (104e)                                    |                                                            |                                                           | 1963 à 1984 | Gérard Bannwarth                 | Né à Steinbrunn-le-Haut dans le Haut-Rhin en juin 1908, à l'époque en Alsace-Lorraine, il est ordonné prêtre pour le diocèse de Strasbourg en 1932 et exerce des fonctions ecclésiastiques dans ce diocèse. Il obtient d'ailleurs un doctorat en théologie à l'université de Strasbourg en 1950. Il est nommé évêque de Soissons, Laon et Saint-Quentin par le pape Jean XXIII en mai 1963 et ordonné évêque en juin par l'archevêque de Strasbourg. Il participe aux travaux du concile Vatican II. En 1978, il est accompagné par Daniel Labille comme évêque auxiliaire du diocèse, nommé par Paul VI. Atteint par la limite d'âge en 1983 selon le nouveau droit canonique, il se retire en février 1984. Il meurt en janvier 1991. |
| (105e)                                    |                                                            |                                                           | 1984 à 1998 | Daniel Labille                   | Né à Nouvion-sur-Meuse dans les Ardennes en juin 1932, il entre au grand séminaire de Reims, puis obtient une licence de philosophie à l'Institut catholique de Paris. Il est ordonné prêtre en avril 1956 pour l'archidiocèse de Reims. Il exerce surtout comme professeur au séminaire de Reims et est également curé d'une paroisse rémoise. Il est nommé évêque auxiliaire de Soissons, Laon et Saint-Quentin par Paul VI en juin 1978 avec la titulature d'évêque de Fata, une ville romaine disparue dans l'actuelle Algérie. Il est consacré évêque en septembre 1978 par l'archevêque de Reims. Il est choisi en février 1984 par Jean-Paul II pour devenir évêque titulaire du diocèse après le départ de Mgr Bannwarth. Après quatorze années d'épiscopat, il est nommé évêque de Créteil en mars 1998 par Jean Paul II. Il se retire en septembre 2007 pour raison d'âge à Charleville-Mézières. Entre avril et décembre 2015, il revient à Soissons comme administrateur apostolique, à cause de la vacance du siège. |
| (106e)                                    | Portrait de Marcel Herriot (1934-2017).                    | Blason de Marcel Herriot (1934-2017).                     | 1999 à 2008 | Marcel Herriot                   | Né à Moussey dans les Vosges en mai 1934, il entre au grand séminaire de Saint-Dié après des études de lettres à l'université de Nancy. Il est ordonné prêtre en avril 1960 pour le diocèse de Saint-Dié. Après 3 ans d'études à l'Institut catholique de Paris, où il obtient une licence en théologie, il revient dans le diocèse de Saint-Dié où il est directeur diocésain de l'enseignement religieux de 1966 de 1976 puis vicaire épiscopal en 1976. Il est nommé évêque de Verdun par Jean-Paul II en mai 1987 et reçoit la consécration épiscopale en juin par l'évêque de Lille. Il est désigné évêque de Soissons, Laon et Saint-Quentin en avril 1999, par Jean-Paul II. En novembre 2007, un évêque coadjuteur, Hervé Giraud est nommé par Benoît XVI pour l'accompagner. Il se retire en février 2008 et meurt à Saint-Dié-des-Vosges en septembre 2017. |
| (107e)                                    | Portrait de Hervé Giraud (1957).                           | Blason de Herve Giraud (1957).                            | 2008 à 2015 | Hervé Giraud                     | Né à Tournon en Ardèche en février 1957, il étudie d'abord les mathématiques à Lyon et enseigne une année comme maître auxiliaire. Après son service militaire, il entre au séminaire de l'archidiocèse de Lyon en 1980 et il est ordonné prêtre en 1985 pour le diocèse de Viviers par Mgr Jean Hermil. Il part ensuite à Rome pour étudier la théologie pour deux ans et il continue ensuite sa formation à Paris pendant un an. Il exerce d'abord comme vicaire à Privas de 1988 et 1992 puis il enseigne au séminaire de Lyon de 1992 à 2003. Il est nommé en avril 2003 évêque auxiliaire de Lyon avec la titulature d'évêque de Sili par Jean-Paul II et reçoit la consécration épiscopale en mai par le cardinal Barbarin. Il est choisi en novembre 2007 par Benoît XVI pour être évêque coadjuteur du diocèse de Soissons, Laon et Saint-Quentin et il devient l'évêque titulaire du diocèse en février 2008 avec le retrait de Mgr Marcel Herriot. Il est désigné, en mars 2015, archevêque de Sens-Auxerre et prélat de la Mission de France par le pape François. Il est installé en avril comme archevêque.                                                                                 |
| (108e)                                    | Portrait de Renauld de Dinechin (1958) en 2010.            | Blason de Renauld de Dinechin (1958).                     | Depuis 2015 | Renauld de Dinechin              | Né à Lille en mars 1958, après un BTS en comptabilité gestion, il entame des études de théologie à Bruxelles en 1983. Il est ordonné prêtre en juin 1988 pour l'archidiocèse de Paris par le cardinal Lustiger. Il exerce des fonctions au sein de l'archidiocèse, surtout en relation avec les jeunes où il exerce des fonctions d'aumônier dans collèges et lycées. Il est nommé évêque auxiliaire de Paris avec la titulature d'évêque de Macriana Minor en mai 2008 par le pape Benoît XVI et il reçoit la consécration épiscopale à Paris par le cardinal Vingt-Trois. Il est désigné évêque de Soissons, Laon et Saint-Quentin par le pape François en octobre 2015 et il est installé en décembre à Soissons. |